# Vallis Palitzsch

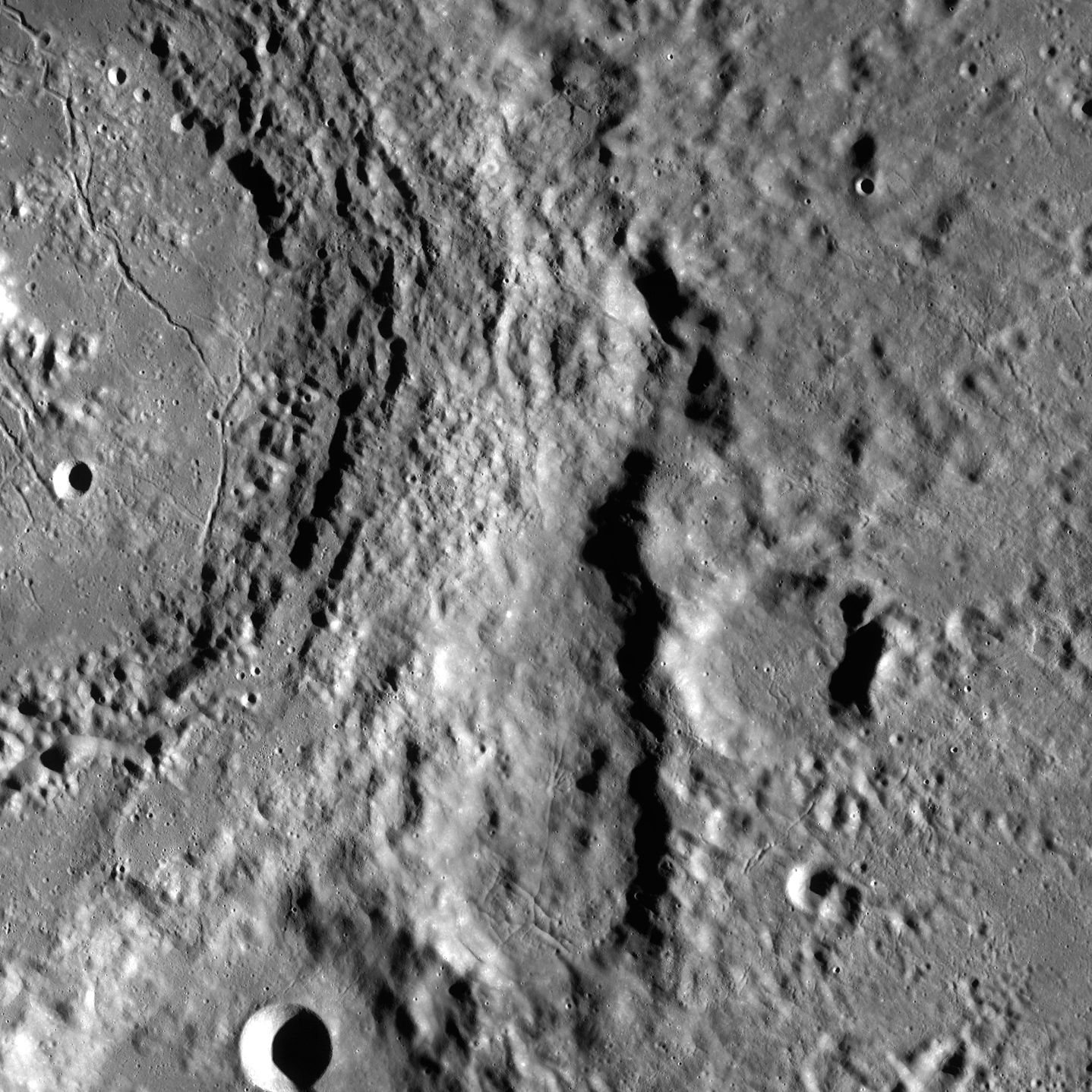

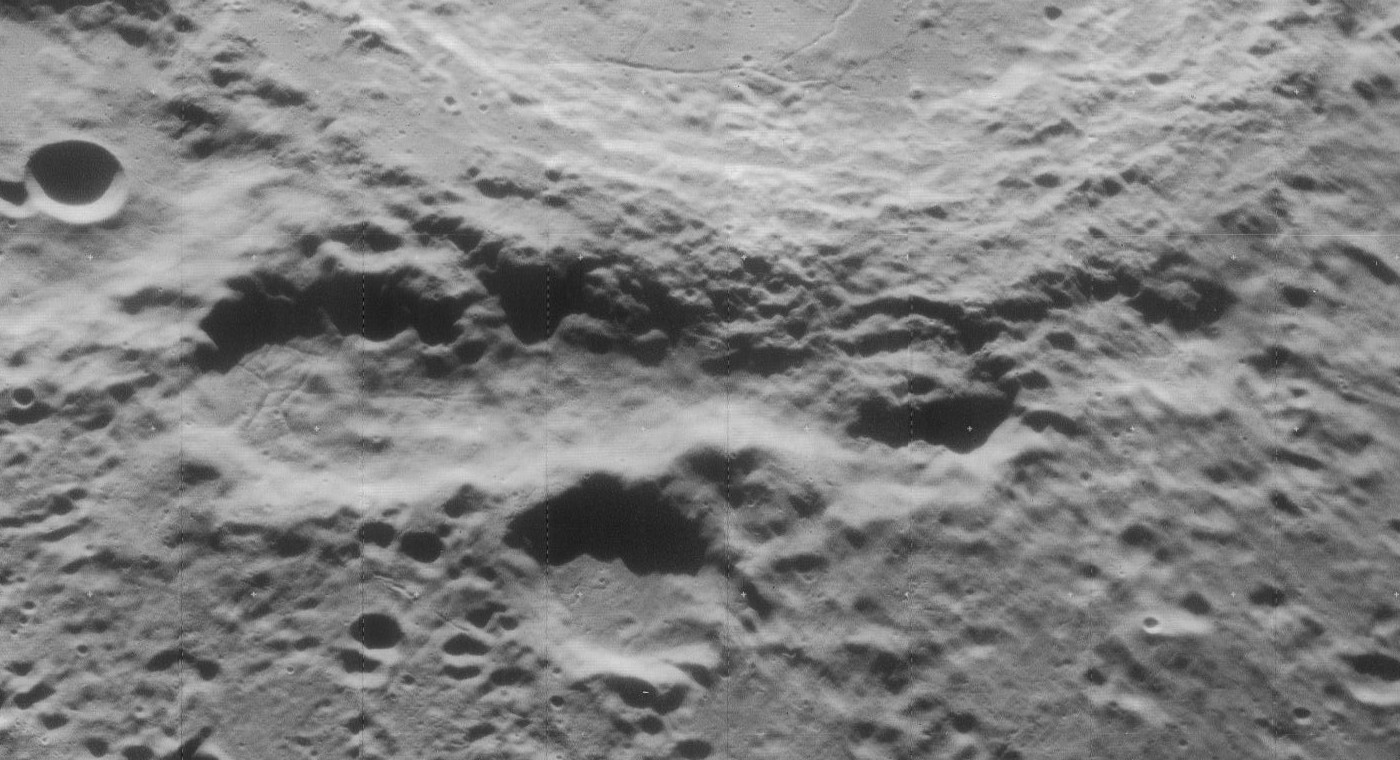

Vallis Palitzsch je geologická struktura na povrchu Měsíce. Název dostalo údolí v roce 1964 od Mezinárodní astronomické unie a pochází z přilehlého kráteru, který byl pojmenován podle německého astronoma Johanna Georga Palitzsche (1723–1788).